# Liste der Monuments historiques in Bérulle
Die Liste der Monuments historiques in Bérulle führt die Monuments historiques in der französischen Gemeinde Bérulle auf.

## Liste der Immobilien
| Bezeichnung                  | Beschreibung            | Standort                 | Kennzeichnung | Schutzstatus | Datum | Bild           |
| ---------------------------- | ----------------------- | ------------------------ | ------------- | ------------ | ----- | -------------- |
| Kirche Nativité-de-la-Vierge | aus dem 16. Jahrhundert | Place de l’Église (Lage) | PA00078051    | Classé       | 1840  | weitere Bilder |

## Liste der Objekte
| Bezeichnung                           | Beschreibung                                                                                    | Standort                                   | Kennzeichnung | Schutzstatus | Datum | Bild |
| ------------------------------------- | ----------------------------------------------------------------------------------------------- | ------------------------------------------ | ------------- | ------------ | ----- | ---- |
| Kirchenfenster                        | aus dem 16. Jahrhundert                                                                         | in der Kirche Nativité-de-la-Vierge (Lage) | PM10000259    | Classé       | 1840  |      |
| Adlerpult                             | Holz, vergoldet, bezeichnet 1828; gestohlen                                                     | in der Kirche Nativité-de-la-Vierge (Lage) | PM10004060    | Inscrit      | 1974  |      |
| Kruzifix                              | Holz, farbig gefasst, Anfang des 16. Jahrhunderts                                               | in der Kirche Nativité-de-la-Vierge (Lage) | PM10004064    | Inscrit      | 1974  |      |
| Herz-Jesu-Altar                       | Retabel; Stuck, farbig gefasst, 18. Jahrhundert                                                 | in der Kirche Nativité-de-la-Vierge (Lage) | PM10004057    | Inscrit      | 1974  |      |
| Zwei Engelsskulpturen                 | Holz oder Kalkstein, farbig gefasst, 17. Jahrhundert                                            | in der Kirche Nativité-de-la-Vierge (Lage) | PM10004062    | Inscrit      | 1974  |      |
| Chorschranke                          | Schmiedeeisen, bemalt, 18. Jahrhundert                                                          | in der Kirche Nativité-de-la-Vierge (Lage) | PM10003974    | Inscrit      | 1975  |      |
| Kirchenbank                           | Holz, bezeichnet 1690                                                                           | in der Kirche Nativité-de-la-Vierge (Lage) | PM10004061    | Inscrit      | 1974  |      |
| Skulptur Heiliger Sebastian           | Kalkstein, farbig gefasst, 16. Jahrhundert                                                      | in der Kirche Nativité-de-la-Vierge (Lage) | PM10004063    | Inscrit      | 1974  |      |
| Skulptur Heiliger Claudius            | Holz, grau getüncht, 16. Jahrhundert                                                            | in der Kirche Nativité-de-la-Vierge (Lage) | PM10000264    | Classé       | 1913  |      |
| Gemälde Kardinal Pierre de Bérulle    | Ölfarbe auf Leinwand, 17. Jahrhundert                                                           | in der Kirche Nativité-de-la-Vierge (Lage) | PM10000265    | Classé       | 1913  |      |
| Zwei Seitenaltäre                     | jeweils Altartisch und Retabel; Holz, farbig gefasst und vergoldet, Anfang des 19. Jahrhunderts | in der Kirche Nativité-de-la-Vierge (Lage) | PM10004058    | Inscrit      | 1974  |      |
| Skulptur Madonna mit Kind (1)         | Kalkstein, farbig gefasst, Anfang des 16. Jahrhunderts                                          | in der Kirche Nativité-de-la-Vierge (Lage) | PM10000261    | Classé       | 1908  |      |
| Skulptur Madonna mit Kind (2)         | Kalkstein, grau getüncht, 16. Jahrhundert                                                       | in der Kirche Nativité-de-la-Vierge (Lage) | PM10000263    | Classé       | 1913  |      |
| Skulptur Johannes der Täufer          | Kalkstein, grau getüncht, Anfang des 16. Jahrhunderts                                           | in der Kirche Nativité-de-la-Vierge (Lage) | PM10000266    | Classé       | 1956  |      |
| Skulptur Heilige Regina               | Holz, 16. Jahrhundert; 1974 gestohlen                                                           | in der Kapelle Ste-Reine (Lage)            | PM10000267    | Classé       | 1913  |      |
| Skulptur Heiliger Eligius             | Kalkstein, grau getüncht, um 1600                                                               | in der Kirche Nativité-de-la-Vierge (Lage) | PM10003057    | Classé       | 1913  |      |
| Taufbecken                            | Kalkstein, bezeichnet 1550                                                                      | in der Kirche Nativité-de-la-Vierge (Lage) | PM10000260    | Classé       | 1840  |      |
| Skulpturengruppe Unterweisung Mariens | Holz, farbig gefasst, 15. Jahrhundert                                                           | in der Kirche Nativité-de-la-Vierge (Lage) | PM10000262    | Classé       | 1913  |      |
| Wandvertäfelung des Chorraums         | Holz, farbig gefasst und vergoldet, 18. Jahrhundert                                             | in der Kirche Nativité-de-la-Vierge (Lage) | PM10004059    | Inscrit      | 1974  |      |
| Marienaltar                           | Altartisch, Retabel und Tabernakel; Stuck, farbig gefasst und bemalt, 18. Jahrhundert           | in der Kirche Nativité-de-la-Vierge (Lage) | PM10004069    | Inscrit      | 1974  |      |